# Boëthius van Dacia
Boëthius van Dacia (ook Boëthius van Zweden; vermoedelijk 1284 gestorven) was een Zweedse of mogelijk Deense filosoof.

## Leven
Boëthius was waarschijnlijk een seculiere clericus en canoniek jurist uit het bisdom Linköping. Hij was de beroemdste aanhanger van Siger van Brabant en een leider van de radicale Aristotelianen en Averroisten, een stroming die vooral in de tweede helft van de 13e eeuw aan de Artes-faculteit van de Universiteit van Parijs populair was. Hun specifieke leerstellingen werden in 1270 en 1277 veroordeeld door de bisschop van Parijs, Étienne Tempier. 
Na 1277 ontvluchtte Boëthius samen met Siger Parijs om in Italië een appel op de paus te doen. In Orvieto werd hij door de pauselijk Curie vastgezet. Hij sloot zich bij de orde van de Dominicanen aan, waar hij tot de ordeprovincie Dacia (Denemarken) behoorde.